# پیرین نوگا
پیرین نوگا (آلبانیایی: Pjerin Noga؛ زادهٔ ۱۳ ژانویهٔ ۱۹۶۳) بازیکن فوتبال اهل آلبانی بود.
از باشگاه‌هایی که در آن بازی کرده‌است می‌توان به باشگاه فوتبال دینامو تیرانا اشاره کرد.
وی همچنین در تیم ملی فوتبال آلبانی بازی کرده‌است.